# Thomas Thorninger
Thomas Thorninger (Ringkøbing, 20 oktober 1972) is een Deens voormalig profvoetballer.

## Biografie

### Jeugd en Vejle
Thorninger werd in 1972 geboren in het Deense stadje Ringkøbing. Zijn vader was advocaat Holger Thorninger, die hem later zou bijstaan als adviseur. Hij groeide uit tot een groot voetbaltalent en debuteerde in 1990 in het betaald voetbal bij Vejle BK. Daar verkreeg hij de bijnaam Den smilende dræber, de lachende moordenaar, omdat de immer rustige en glimlachende Thorninger op onverwachte momenten meedogenloos kon toeslaan. Hij bereikte in 1992 met Jong Denemarken de halve finale op het EK onder 21, waar hij een trio vormde met Ronnie Ekelund en Jeppe Tengbjerg.

### PSV
In de zomer van 1992 haalde PSV de toen 20-jarige aanvaller transfervrij naar Nederland, waar hij de twaalfde Deen in dienst van de club werd. Hij moest in het eerste elftal de concurrentie aangaan met Wim Kieft voor de spitspositie naast Romário. In de seizoensopener, de gewonnen wedstrijd om de Supercup tegen Feyenoord, had Thorninger een basisplaats. Hierna moest hij echter meestal genoegen nemen met een reserverol. In zijn eerste seizoen kwam hij, onder trainer Hans Westerhof tot 8 optredens op het hoogste niveau.
In het seizoen erna werden, onder trainer Aad de Mos, Nii Lamptey en Erik Meijer gehaald als nieuwe centrumspitsen. In de zomer van dat jaar probeerde de club Thorninger verhuren aan Sparta Rotterdam, maar hier ging de speler zelf niet mee akkoord, waarna Thorninger geheel naar tweede plan verdween. Hij kwam in dit seizoen slechts tot 1 enkele wedstrijd, waarop hij transfervrij terugkeerde naar Denemarken.

### Aarhus en Perugia
Thorninger tekende in de zomer van 1994 een contract bij Aarhus GF, waar hij in korte tijd grote populariteit verwierf. In 1996 verspeelde Aarhus nipt het landskampioenschap, maar pakte het wel de Deense voetbalbeker. Thorninger werd dat jaar, met 20 doelpunten, topscorer van de Superligaen. Het jaar erop kwam hij met Aarhus uit in de Europacup II. In 1996 speelde Thorninger met Denemarken B een interland tegen Zweden B en speelde hij met het Deens voetbalelftal drie vriendschappelijke wedstrijden tijdens de King's Cup in Bangkok.
In 1997 liep zijn contract af bij Aarhus en waagde hij opnieuw de stap naar het buitenland. Ditmaal koos Thorninger voor Italië, waar hij een contract tekende bij Perugia, dat uitkwam in de Serie B. De overgang zou echter een grote mislukking blijken en na zes maanden keerde Thorninger weer terug naar Denemarken, zonder ook maar een wedstrijd voor de Italiaanse club gespeeld te hebben.

### FC Kopenhagen en Udinese
Terug in Denemarken tekende hij bij het relatief jonge FC Kopenhagen. Bij FC Kopenhagen maakte hij een roerige tijd mee, waarin diverse trainers de revue passeerden, maar waarin geen prijzen gepakt werden. Thorninger speelde uiteindelijk 134 wedstrijden voor FC Kopenhagen, waarin hij tot 29 doelpunten wist te komen. In de zomer van 2001 werd de ploeg, onder leiding van Roy Hodgson kampioen van Denemarken en wilde Thorninger nog eenmaal een overstap maken naar een buitenlandse club, maar het lukte hem niet om een geschikte te vinden. Hierna verlengde hij zijn contract met zes maanden, waardoor hij in de winterstop wederom transfervrij de overstap kon maken.
In december 2001 maakte Udinese, dat zich net ontdaan had van oud-Kopenhagentrainer Hodgson, bekend dat het Thorningen voor 2,5 jaar had vastgelegd. Zijn verblijf in Udinese zou echter op niets uitlopen. Hij speelde vijftien maanden bij de Italiaanse club, waarin hij evenveel minuten speelde. Udinese stuurde aan op een vertrek, maar Thorninger weigerde zijn contract in te leveren. In maart 2003 kwamen de club en de speler overeen dat de club zijn volledige contract zou afkopen voor zo'n 400 duizend euro.

### Einde carrière
Thorninger tekende in de zomer van 2003 een contract bij Aarhus GF. Hier zou hij nog 35 wedstrijden spelen, waarin hij negen doelpunten wist te scoren. In het seizoen 2004/05 kreeg Thorninger te maken met aanhoudende kruisband- en meniscusblessures. Hierdoor moest hij in de zomer van 2005 zijn actieve carrière beëindigen.
Na de beëindiging van zijn actieve carrière, trok hij zich bewust terug uit het voetbal om zich te richten op zijn gezinsleven en zijn vrouw, die arts is, de ruimte te geven aan haar carrière te werken. Hij was korte tijd journalist voor een lokale krant in Aarhus en werd hierna wijnverkoper aan luxe hotels en restaurants in Jutland. Daarnaast startte hij een studie politicologie.

## Clubstatistieken
| Seizoen   | Club          | Competitie              | Duels | Goals |
| --------- | ------------- | ----------------------- | ----- | ----- |
| 1990/91   | Vejle BK      | Superligaen             | 14    | 6     |
| 1991/92   | Vejle BK      | Viasat Sport Divisionen | 16    | 2     |
| 1992/93   | PSV           | Eredivisie              | 8     | 0     |
| 1993/94   | PSV           | Eredivisie              | 1     | 0     |
| 1994/95   | Aarhus GF     | Superligaen             | 24    | 6     |
| 1995/96   | Aarhus GF     | Superligaen             | 33    | 20    |
| 1996/97   | Aarhus GF     | Superligaen             | 33    | 19    |
| 1997/98   | Perugia       | Serie B                 | 0     | 0     |
| 1997/98   | FC Kopenhagen | Superligaen             | 15    | 3     |
| 1998/99   | FC Kopenhagen | Superligaen             | 30    | 5     |
| 1999/00   | FC Kopenhagen | Superligaen             | 25    | 6     |
| 2000/01   | FC Kopenhagen | Superligaen             | 10    | 1     |
| 2000/01   | Udinese       | Serie A                 | 1     | 0     |
| 2002/03   | Udinese       | Serie A                 | 0     | 0     |
| 2003-2004 | Aarhus GF     | Superligaen             | 21    | 8     |
| 2004/05   | Aarhus GF     | Superligaen             | 14    | 1     |

## Erelijst
PSV
- 1 keer winnaar van de Supercup (1992)

 Aarhus GF
- 1 keer winnaar van de Deense beker (1996)

 FC Kopenhagen
- 1 keer landskampioen van Denemarken (2001)

Individueel
- 1 keer topscorer van Denemarken (1996)